# Nové Hamry
Nové Hamry är en ort i Tjeckien.   Den ligger i regionen Karlovy Vary, i den västra delen av landet, 120 km väster om huvudstaden Prag. Nové Hamry ligger 701 meter över havet och antalet invånare är 292.
Terrängen runt Nové Hamry är kuperad söderut, men norrut är den platt. Runt Nové Hamry är det ganska tätbefolkat, med 108 invånare per kvadratkilometer. Närmaste större samhälle är Karlovy Vary, 17,8 km sydost om Nové Hamry. I omgivningarna runt Nové Hamry växer i huvudsak barrskog.